# 퍼블릭 에너미 (1996년 영화)
《퍼블릭 에너미》(영어: Public Enemies)는 1996년 공개된 미국의 범죄 비디오 영화이다.

## 줄거리
남자 형제들에게 성적으로 학대를 당하던 끝에 가출한 케이트 바커는 남장을 하고 밀조주를 팔다가 조지 바커를 만나 아들 넷을 낳는다. 법 테두리 내에서 일을 하는 조지가 생활비를 충분히 대지 못하자 "마" 케이트는 아들들과 범죄를 저지르기 시작한다. 이들이 악명을 떨치면서 연방수사국이 이들의 뒤를 쫓는다.

## 출연
- 테리사 러셀 - 케이트 "마" 바커 역
- 에릭 로버츠 - 아서 던롭 역
- 얼리사 밀라노 - 애머릴리스 역
- 제임스 마즈든 - 아서 "독" 바커 역
- 리처드 이던 - 조지 바커 역
- 조 데인 - 로이드 바커 역
- 개빈 해리슨 - 프레디 바커 역
- 조지프 린지 - 허먼 바커 역
- 브라이언 펙 - J. 에드거 후버 역
- 댄 코테즈 - 멜빈 퍼비스 역
- 그랜트 크레이머 - 새뮤얼 P. 카울리 역
- 프랭크 스탤론 - 앨빈 카피스 역
- 렉스 린 - 앨 스펜서 역
- 리아 베스트 - 젊은 마 베이커 역

## 기타 제작진
- 공동 제작: 대니얼 젤리크 버크, 필립 B. 골드파인
- 배역: 게리 오버스트, 제럴드 I. 울프
- 미술: 트레이 킹
- 세트: 트로이 마이어스
- 의상: 캐런 키치스월링